# Königin Luise (1957)
Königin Luise. Liebe und Leid einer Königin ist ein deutsches Filmdrama aus dem Jahr 1957, bei dem Wolfgang Liebeneiner Regie führte. Die Hauptrollen hatten Ruth Leuwerik in der Titelrolle sowie Dieter Borsche als ihr Gemahl König Friedrich Wilhelm und Bernhard Wicki als Zar Alexander inne.

## Handlung
Königin Luise von Preußen feiert 1806 auf Schloss Paretz im engsten Familienkreis ihren 30. Geburtstag. Als besonderes Geschenk erhält sie von ihrem Cousin Prinz Louis Ferdinand, der nicht nur ein begeisterter Offizier, sondern auch ein begabter Komponist ist, sein neuestes Werk, einen ihr gewidmeten Walzer. Am Rande der Geburtstagsfeierlichkeiten bewegen Luises Gemahl, König Friedrich Wilhelm, Sorgen, über die er auch mit Luises Vater spricht. Preußen steht zwischen Napoleon und Zar Alexander – sowohl Frankreich als auch Russland wollen den preußischen König auf ihre Seite ziehen. Der König jedoch möchte sich am liebsten aus allem heraushalten und schiebt eine Entscheidung vor sich her.
Kurz darauf findet ein großer Hofball im Charlottenburger Schloss statt. Frankreichs Außenminister Talleyrand verlangt vom König ein Bündnis Preußens mit Napoleon gegen Russland. Auch Großfürst Konstantin, der Bruder des Zaren, ist als ungeladener Gast zugegen und verlangt von Friedrich Wilhelm, sich auf die Seite Russlands und damit gegen Frankreich zu stellen. Der preußische König weiß nicht ein noch aus und läuft später in sturmgepeitschter Nacht durch den Park. Nach seiner Rückkehr sucht er den Rat des einzigen Menschen, dem er bedingungslos vertraut: seine Frau Luise. Er spricht von Abdankung, um eine Entscheidung, die ihm zuwider ist, nicht treffen zu müssen. Luise gibt ihm den Rat, sich mit Zar Alexander zu treffen. Man begegnet sich in Memel und Luise ist von dem charmanten Herrscher sehr angetan. Die Verhandlungen indes verlaufen schleppend. Durch eine List Konstantins kommt es dann doch zu einer Bündniszusage mit Russland. Die Reaktion Napoleons folgt umgehend, seine Heere marschieren gegen Preußen. Friedrich Wilhelm zögert, den Befehl zur Mobilmachung zu erteilen. Luise hört, wie Louis Ferdinand den König als Feigling bezeichnet und drängt den geliebten Mann in einem nächtlichen Gespräch dazu, eine Entscheidung zu treffen. Am Morgen wird unter Trommelwirbel die Mobilmachung unterzeichnet.
Nach der Doppelschlacht bei Jena und Auerstedt, in der die preußische Armee vernichtend geschlagen wurde, ist Zar Alexander sich mit Napoleon schnell einig. Der Verlierer ist Preußen. Napoleons Friedensbedingungen sind niederschmetternd für das Land. Minister Hardenberg bittet die Königin, sich mit Napoleon in Tilsit zu treffen, sie allein sei in der Lage, bessere Bedingungen auszuhandeln. Luise, die sich mitschuldig fühlt, da sie Friedrich Wilhelm zugeraten hatte, sich mit Alexander zu verbünden, nimmt die Demütigung auf sich, Napoleon als Besiegte allein gegenüberzutreten. Als dieser, überrascht von ihrer königlichen Haltung, ihrer Klugheit und ihrer Herzenswärme, sich bereit erklärt, Zugeständnisse zu machen, betritt Friedrich Wilhelm das Zimmer, woraufhin Napoleon das Gespräch mit Luise ergebnislos abbricht.
Als die Königin, die sich mit ihren Kindern in Memel aufhielt, in das inzwischen französisch besetzte Berlin zurückkehrt, ist sie bereits todkrank. Ein letztes Mal winkt sie ihrem Volk zu, um sich dann mit Friedrich Wilhelm und den Kindern in ihr geliebtes Schloss Paretz zurückzuziehen. Sie hat nicht mehr viel Zeit und als in ihrer Todesstunde ihre Vertraute, Gräfin Voss, stammelt, das ganze Land werde weinen, zeigt sie auch jetzt noch Stärke und erwidert: „Sie sollen nicht weinen – sie sollen lernen!“ Kein Land hat je so sehr um seine Königin getrauert.

## Historischer Hintergrund
Luise, Prinzessin zu Mecklenburg-Strelitz (1776–1810), war als Gemahlin König Friedrich Wilhelms III. (1770–1840), der dem Adelshaus der Hohenzollern angehörte, Königin von Preußen. Das Paar hatte zehn Kinder. Schon zu ihren Lebzeiten wurde die junge Königin von ihrem Volk über die Maßen geliebt und verehrt, was sich nach ihrem Tod sogar noch verstärkte. Sie wurde zum Symbol für den Wiederaufstieg Preußens und dessen Entwicklung hin zum Deutschen Kaiserreich. Die weit verbreitete Interpretation des medizinischen Befundes der Königin besagte, sie sei an gebrochenem Herzen gestorben.
Der Frieden von Tilsit am 7. und 9. Juli 1807 beendete den Vierten Koalitionskrieg (1806–1807) zwischen Preußen und dem Russischen Kaiserreich einerseits und dem Französischen Kaiserreich andererseits. Der Friedensschluss zwischen beiden Ländern teilte Osteuropa in eine französische und eine russische Interessensphäre und stufte Preußen auf den Status einer europäischen Mittelmacht zurück. Berühmt wurde der vergebliche Bittgang Königin Luises zu Napoleon, in dem sie in ihn drang, die Gebietsverluste Preußens abzumildern. Der Frieden von Tilsit war der Auslöser für grundlegende Reformen des Staates Preußen.

## Produktion und Hintergrund
Der Film wurde von der Produktionsfirma KG Divina GmbH & Co. hergestellt. Die Firma gehörte Ilse Kubaschewski, die zugleich Inhaberin des Erstverleihs Gloria-Film GmbH & Co. Filmverleih KG war.
Die Atelieraufnahmen entstanden in den Bavaria-Studios Geiselgasteig.
Die Bauten des Films entwarf Rolf Zehetbauer, ausgeführt von Gottfried Will, die Kunstmalarbeiten fertigte Herbert Strabel an. Für die Kostüme war Herbert Ploberger verantwortlich. Gerhard Krüger assistierte Chefkameramann Werner Krien.
Die Uraufführung des 1956 gedrehten Films fand am 15. Februar 1957 in den Weltspielen in Hannover statt.
Ruth Leuwerik sagte in einem Interview über diesen Film: „Merkwürdigerweise scheine ich immer mit denjenigen Stoffen den größten Erfolg zu haben, bei denen ich zunächst zögere. Denn auch meinen nächsten Film Königin Luise übernahm ich nicht sofort, vielmehr reifte mein Entschluss dazu erst in einer Berliner Klinik, wo ich die Schminkvergiftung (Anm. aus dem vorherigen Film Die Trapp-Familie) endgültig auskurierte.“

### Vorherige Verfilmungen
Der Film von Wolfgang Liebeneiner konnte an eine Reihe früherer Königin-Luise-Filme anschließen:
- 1913 erste Verfilmung Der Film von der Königin Luise, Regie: Franz Porten, mit Hansi Arnstädt als Königin Luise
- 1927/28 deutscher Stummfilm Königin Luise. 1. Teil: Die Jugend von Königin Luise und Königin Luise 2. Teil, Regie Karl Grune, mit Mady Christians und Mathias Wieman
- 1931: Luise, Königin von Preußen, Regie: Carl Froelich, mit Henny Porten

## Rezeption

### Kritik und Bewertung
Ernst Bohlius vom Film-Echo in Wiesbaden kam in seiner Kritik vom 16. März 1957 zu dem Fazit, dass „Thema und Besetzung“ „alle Voraussetzungen für einen Publikumserfolg“ bieten würden und sprach von einem „menschlich rührende[m] und zugleich politisch höchst interessanten Filmportrait der unglücklichen Preußenkönigin Luise und ihrer Zeit, das weit über der üblichen romantischen Historienmalerei steh[e].“ Weiter führte er aus, dass Liebeneiners Inszenierung sich „vor allem durch Tempo, prägnante Dialoge und Spannung“ auszeichne. Er lobte sowohl Werner Krien, der „mit seiner Farbkamera bunte höfische Pracht und die Weite des Ostens“ eingefangen habe, als auch Franz Grothe, der „die Handlung musikalisch mit zeitgenössischen Kompositionen“ illustriert habe sowie Rolf Zehetbauer, der als Architekt für einen „milieugerechten äußeren Rahmen“ gesorgt habe. Bohlius befand, dass es für die Besetzung der Hauptrollen „bestimmt keine besseren Interpreten“ gegeben habe. „Ruth Leuwerik [sei] schon äußerlich die ideale Verkörperung der unvergeßlichen Königin und stattete ihre Figur hier mit genau so viel Würde, Innigkeit, Verständnis und mütterlicher Güte aus, wie es uns durch die Literatur und den Volksmund über Jahrhunderte hinweg überliefert“ worden sei. Dieter Borsche überrasche „in seinem mehr passiven, aber bravourös gespielten Part als Regent“, Bernhard Wicki spiele den Zaren mit „Charme, verhaltener Leidenschaft und Schwärmerei“. Lobende Worte gab es auch für René Deltgen, der „nach den letzten filmischen Glorifizierungen“ „federnd und mit knappen Gesten“ das Bild des französischen Kaisers korrigiere. Auch die übrigen Darsteller fanden lobende Erwähnung.
Das Lexikon des internationalen Films kritisierte, dass der Film „historisch und als Persönlichkeitsbild unergiebig; romantisch und sentimental im Stil einer 50er-Jahre-Illustrierten inszeniert“ sei.
Der Historiker Jonathan Schilling kommt zu dem Schluss, dass Wolfgang Liebeneiner in dem Film wichtige ikonographische Elemente der Luisen-Rezeption „nicht nur kopiert [...], sondern sie anspielungsreich weiterentwickelt und von militaristischen Momenten löst.“ Obwohl die FSK den Film zunächst kritisch beurteilt habe, weil er militaristische, monarchistische und nationalistische Tendenzen fördere, sei es kein reaktionärer Film. Vielmehr wäge Liebeneiner vorsichtig ab und hüte sich vor plakativen Aussagen über die Gegenwart des Filmpublikums. Liebeneiner bringe klare pazifistische Aussagen in dem Film unter.

### DVD-Edition
Der Film ist am 28. März 2013 in der Reihe „Juwelen der Filmgeschichte“ auf DVD erschienen.